# Мышлевицкий дворец
Мышлевицкий дворец (пол. Pałac Myślewicki) — дворец в стилях рококо и неоклассицизма, расположенный в варшавском парке Лазенки. Он был возведён для короля Станислава Августа Понятовского, одним из первых строений в парке. Его название происходит от ранее существовавшей там деревни Мышлевице.

## История
Первоначально во дворце жили придворные короля, позднее там поселился племянник короля Юзеф Понятовский. Картуш над главным входом в здании дворца содержит его инициалы JP. В 1788 году была сделана большая пристройка для слуг.
В XIX столетии и во время Польской Народной Республики дворец был открыт для приёма именитых зарубежных гостей, среди них, к примеру, были Наполеон I и президент США Ричард Никсон. 15 сентября 1958 года во дворце состоялась первая встреча послов Китайской Народной Республики и США, ставшая первой попыткой наладить международные отношения между странами.
Во дворце также размещалось военное училище, курсанты которого в ноябре 1830 года напали на дворец Бельведер, что стало началом Ноябрьского восстания. Сейчас во дворце расположены Музей Игнацы Падеревского и Музей польской эмиграции.
Дворец незначительно пострадал во время Второй мировой войны.